# Max Noether
Max Noether (Mannheim, 24 de setembro de 1844 — Erlangen, 13 de dezembro de 1921) foi um matemático alemão.
Teve papel fundamental no desenvolvimento de funções algébricas. Sua filha Emmy Noether foi influente no desenvolvimento da topologia e da álgebra moderna.